# Вьестейдн Хафстейнссон
Вьестейдн Хафстейнссон (исл. Vésteinn Hafsteinsson; род. 12 декабря 1960, Сельфосс) — исландский легкоатлет, специалист по метанию диска. Выступал за сборную Исландии по лёгкой атлетике в 1980-х и 1990-х годах, многократный призёр первенств национального значения, участник четырёх летних Олимпийских игр и пяти чемпионатов мира. Впоследствии — успешный тренер по лёгкой атлетике.

## Биография
Вьестейдн Хафстейнссон родился 12 декабря 1960 года в городе Сельфосс региона Сюдюрланд. Занимался лёгкой атлетикой в местном клубе HSK.
Впервые заявил о себе в метании диска на международном уровне в сезоне 1983 года, когда вошёл в состав исландской национальной сборной и выступил на впервые проводившемся чемпионате мира по лёгкой атлетике в Хельсинки — показал здесь результат 55,20 метра и в финал не вышел.
Благодаря череде удачных выступлений удостоился права защищать честь страны на летних Олимпийских играх 1984 года в Лос-Анджелесе — на предварительном квалификационном этапе метнул диск на 59,58 метра, чего оказалось недостаточно для выхода в финал. Позднее этот результат аннулировали из-за проваленного допинг-теста — взятая на соревнованиях проба показала наличие анаболического стероида нандролона.
По окончании двухлетнего срока дисквалификации Вьестейдн возобновил спортивную карьеру и продолжил принимать участие в крупнейших международных стартах. Так, в 1987 году он отметился выступлением на чемпионате мира в Риме (59,32).
В 1988 году представлял Исландию на Олимпийских играх в Сеуле — метнул диск на 58,94 метра, остановившись на предварительном квалификационном этапе.
В мае 1989 года на домашнем турнире в Сельфоссе установил свой личный рекорд в метании диска — 67,64 метра. С этим результатом по итогам сезона занял пятое место в мировом рейтинге дискоболов.
В 1990 году показал 12-й результат на чемпионате Европы в Сплите (57,36).
В 1991 году принял участие в чемпионате мира в Токио (60,12).
На Олимпийских играх 1992 года в Барселоне в финале метания диска показал результат 60,06 метра, расположившись в итоговом протоколе соревнований на 11-й строке.
В 1993 году участвовал в чемпионате мира в Штутгарте (58,56).
В 1994 году метал диск на чемпионате Европы в Хельсинки (57,18).
В 1995 году выступил на чемпионате мира в Гётеборге (58,12).
Один из последних значимых результатов на международной арене показал в сезоне 1996 года, когда отобрался на Олимпийские игры в Атланте. На предварительном квалификационном этапе метнул диск на 56,30 метра и в финал не вышел.
Завершил спортивную карьеру по окончании сезона 2000 года.
Впоследствии проявил себя на тренерском поприще, среди его воспитанников такие титулованные дискоболы как Герд Кантер, Мярт Исраэль, Даниэль Столь, Симон Петтерссон. За успешную подготовку Герда Кантера в Эстонии был награждён орденом Креста земли Марии 4-го класса.